# ツィットグロッゲ
ツィットグロッゲ（ドイツ語: Zytglogge、時計塔の意）とは、スイスの首都ベルン旧市街の西門にある時計塔である。ベルンのランドマークとなっており、スイスで最も古い時計塔のひとつである。

## 概要

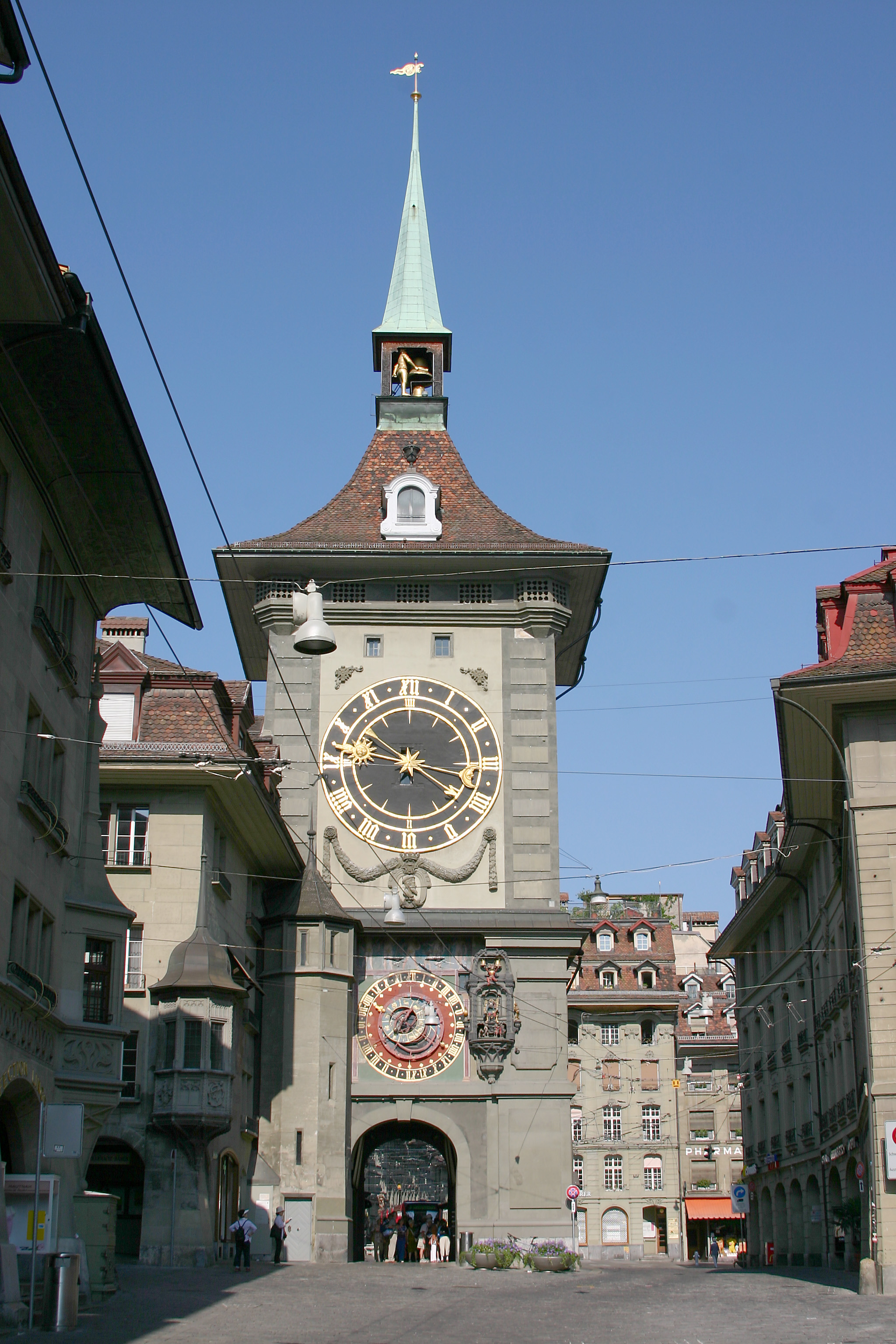
ベルン旧市街のツットグロッゲ（時計塔）

ツィットグロッゲは、世界文化遺産に登録されているベルン旧市街の目抜き通り、クラム通りとマルクト通りの境の地点に位置する。「ツィットグロッゲ」は、「時の鐘」をベルン地方のスイスドイツ語で読んだもので、ドイツ語では「ツァイトグロッケ（Zeitglocke」、英語では「タイムベル（Time bell）」となる。
ツィットグロッゲは1218年から1220年にかけて、町を囲む外壁の西門として建てられた。1405年の大火により塔が破壊されたが、その後大鐘が取りつけられ、1530年にぜんまい式時計が取りつけられるまでは手で鳴らされていた。
1610年に踊る熊が仕掛けに追加され、ベルンの町のシンボルとなった。時を知らせる鐘、塔の時計、仕掛け、天文時計はすべて一つの装置によって作動しており、時刻の他に曜日、日にち、月、星座、月に位相も表示している。基本的に石の重さによって5つのメイン歯車が28時間動き続ける仕組みで、約450キロの石は毎日ひきあげられている。

## 出典

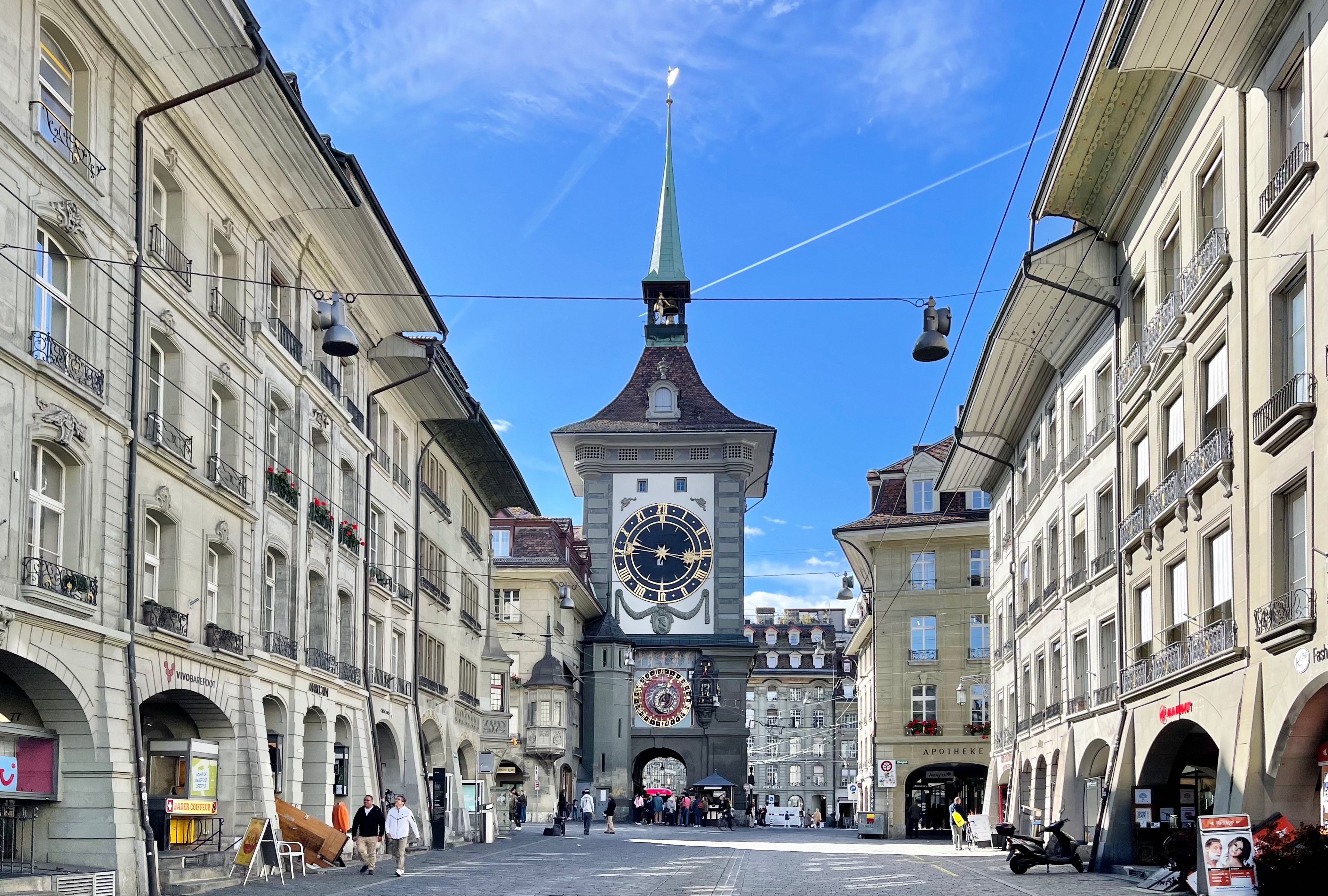